# 佩里維爾 (紐約州)
佩里維爾（英語：Perryville）是位於美國紐約州麥迪遜縣的非建制地區。

## 歷史
佩里維爾的郵局於1820年設立，其後於1995年停運。

## 地理
佩里維爾所處的海拔為高於海平面331米（即1086英呎），而該地所採用的時區為UTC-5，即北美东部时区（EST）。同時該地設有夏令時間，為UTC-5調快一小時，即UTC-4（EDT）。